# Cyprien-Gabriel Bénard de Résay
Cyprien-Gabriel Bénard de Résay  (né à Paris vers 1650, mort à Angoulême le 5 janvier 1737) est un ecclésiastique, qui fut évêque d'Angoulême de 1689 à 1737.

## Biographie
Cyprien-Gabriel Bénard de Résay est le fils de Cyprien († 1702), maitre des requêtes en 1648 puis conseiller d'État qui joue un rôle important lors du procès et de la condamnation de Nicolas Fouquet et de son épouse Françoise Mélian. Docteur de la Sorbonne, il est pourvu en commende de l'abbaye de La Grâce-Dieu dans le diocèse de La Rochelle en 1704
Il est désigné comme évêque d'Angoulême dès 1689 mais il doit administrer le diocèse comme vicaire capitulaire car il ne reçoit ses bulles de confirmation que le 10 mars 1692 et il est consacré en août suivant dans l'église de l'Ordre des Minimes de Paris par Charles Le Goux de la Berchère, l'archevêque d'Albi. Il est présent lors de l'Assemblée du clergé de 1695. Dans son diocèse, il confie la direction du séminaire fondé par son prédécesseur aux lazaristes et il fait bâtir la chapelle des Filles de l'union chrétienne et celle de l'Hôpital général.
En 1720, il chasse les jésuites du collège d'Angoulême. Il faut préciser qu'il avait alors rallié en 1717 le camp des appelants et qu'il ne se rétracte qu'après la condamnation de Jean Soanen par le « concile d'Embrun » de 1727 comme le cardinal de Louis-Antoine de Noailles, chef de file de cette faction. Il meurt à Angoulême âgé de 86 ans le 5 janvier 1737.